# فرط الشحنة الضعيف
في النموذج المعياري للتفاعلات الكهروضعيفة لفيزياء الجسيمات، يكون فرط الشحنة الضعيف (بالإنجليزية: Weak hypercharge)‏ عبارة عن عدد كمي يتعلق بالشحنة الكهربائية والمكون الثالث من اللف النظائري الضعيف. كثيرا ما يشار إليه {\displaystyle Y_{\mathsf {W}}} ويتوافق مع مقياس التناظر U(1).‏
يجري حفظه (يُسمح فقط بالمصطلحات المحايدة ذات فرط الشحن الضعيف بشكل عام في اللاغرانجيان). ومع ذلك، فإن أحد التفاعلات يكون مع حقل هيغز. نظرًا لأن قيمة توقع فراغ حقل هيغز غير صفرية، تتفاعل الجسيمات مع هذا الحقل طوال الوقت حتى في الفراغ. هذا يغير من شحنتها الضعيفة (واللف النظائري الضعيف T3). فقط مجموعة محددة منهم، يجري حفظهم {\displaystyle ~Q=T_{3}+{\tfrac {1}{2}}\,Y_{\mathsf {W}}} (الشحنة الكهربائية).
رياضيًا، يظهر فرط الشحنة الضعيف مشابهًا لصيغة جيلمان-نيشيجيما من أجل فرط الشحنة للتفاعلات القوية (التي لا يتم حفظها في التفاعلات الضعيفة وتكون صفرية بالنسبة للبتونات).
في نظرية القوة الكهروضعيفة، تنتقل تحويلات SU(2) مع تحويلات U(1) حسب التعريف وبالتالي يجب أن تكون رسوم U(1) لعناصر SU(2) مزدوجة (على سبيل المثال الكواركات العلوية والسفلية اليسرى) متساوية. هذا هو السبب في أنه لا يمكن تحديد U(1) مع U(1)em ويجب إدخال فرط الشحنة الضعيف.
قدم فرط الشحنة الضعيف لأول مرة بواسطة شيلدون جلاشو في عام 1961.